# Eonema pyriforme
Eonema pyriforme (M.P. Christ.) Redhead, Lücking & Lawrey – gatunek grzybów z rodziny wodnichowatych (Hygrophoraceae).

## Systematyka i nazewnictwo
Pozycja w klasyfikacji według Index Fungorum: Eonema, Hygrophoraceae, Agaricales, Agaricomycetidae, Agaricomycetes, Agaricomycotina, Basidiomycota, Fungi.
Po raz pierwszy opisał go w 1960 r. Mads Peter Christiansen, nadając mu nazwę Xenasma pyriforme. W 2009 r. Redhead, Lücking i Lawrey przenieśli go do utworzonego przez siebie rodzaju Eonema. Jest to takson monotypowy. Synonimy:
- Athelia pyriformis (M.P. Christ.) Jülich 1972
- Athelidium pyriforme (M.P. Christ.) Oberw. 1966
- Xenasma pyriforme M.P. Christ. 1960.

Bazydiokarp roczny, rozpostarty, rozproszony w małych plamach lub zlewających się i osiągajacych średnicę do 7 cm, miękki i kruchy, łatw do zeskrobania z podłoża. Powierzchnia hymenium błonkowata, biała do blado różowawej, gładka, po wyschnięciu pękająca i odsłaniająca cienką, białą pajęczynowatą strukturę. Brzeg przerzedzony, pajęczynowaty. System strzępkowy monomityczny, strzępki subikulum szkliste, cienkościenne, z prostymi przegrodami, o jednakowej średnicy 2,5–4,5 urn, często rozgałęziające się. Cystydy liczne, 18–22 × 6–8 µm, wrzecionowate, cienkościenne, na ogół nieprzewyższające podstawek. Podstawki szeroko maczugowate, 4-sterygmowe, 16–22 × 8–10 µm, proste z przegrodą u podstawy. Bazydiospory wąsko elipsoidalne do gruszkowatych, szkliste, gładkie, cienkościenne, nieamyloidalne, 7–9 × 3,5–5 µm.

## Występowanie i siedlisko
Znany jest tylko w Europie. W Polsce podano kilka stanowisk, pierwsze w 2016 r. (jako Athelia pyriforme).